# Belisario Domínguez, Tila
Belisario Domínguez är en ort i Mexiko.   Den ligger i kommunen Tila och delstaten Chiapas, i den sydöstra delen av landet, 700 km öster om huvudstaden Mexico City. Belisario Domínguez ligger 877 meter över havet och antalet invånare är 446.
Terrängen runt Belisario Domínguez är varierad. Runt Belisario Domínguez är det ganska tätbefolkat, med 65 invånare per kvadratkilometer. Närmaste större samhälle är Tila, 5,3 km söder om Belisario Domínguez. I omgivningarna runt Belisario Domínguez växer i huvudsak städsegrön lövskog.